# Dawna Łaźnia w Lwówku Śląskim
Dawna Łaźnia w Lwówku Śląskim – zabytkowa kamienica dawnej łaźni miejskiej z XVI wieku w Lwówku Śląskim z lokalami mieszkalnymi, handlowymi i usługowymi.

## Historia
Budynek datowany jest na połowę XVI wieku, przebudowywano go w XVIII/XIX wieku. Dawna łaźnia ulokowana jest w północno-wschodnim narożu Dolnego Rynku w Lwówku Śląskim, w bliskiej odległości od Fontanny Sukienników i znajduje się pod adresem Krótka 1 (dawniejsza nazwa ulicy, niem. Badergasse, nawiązywała do funkcji budowli). W XVIII wieku budynek łaźni posiadał połączenie wodociągowe z Fontanną Sukienników i Fontanną z Lwem, a także z trzema innymi, nieistniejącymi fontannami na starym mieście i dwoma dawnymi zbiornikami przeciwpożarowymi. W gminnym rejestrze zabytków obiekt ten oznaczono numerem 156.

## Charakterystyka

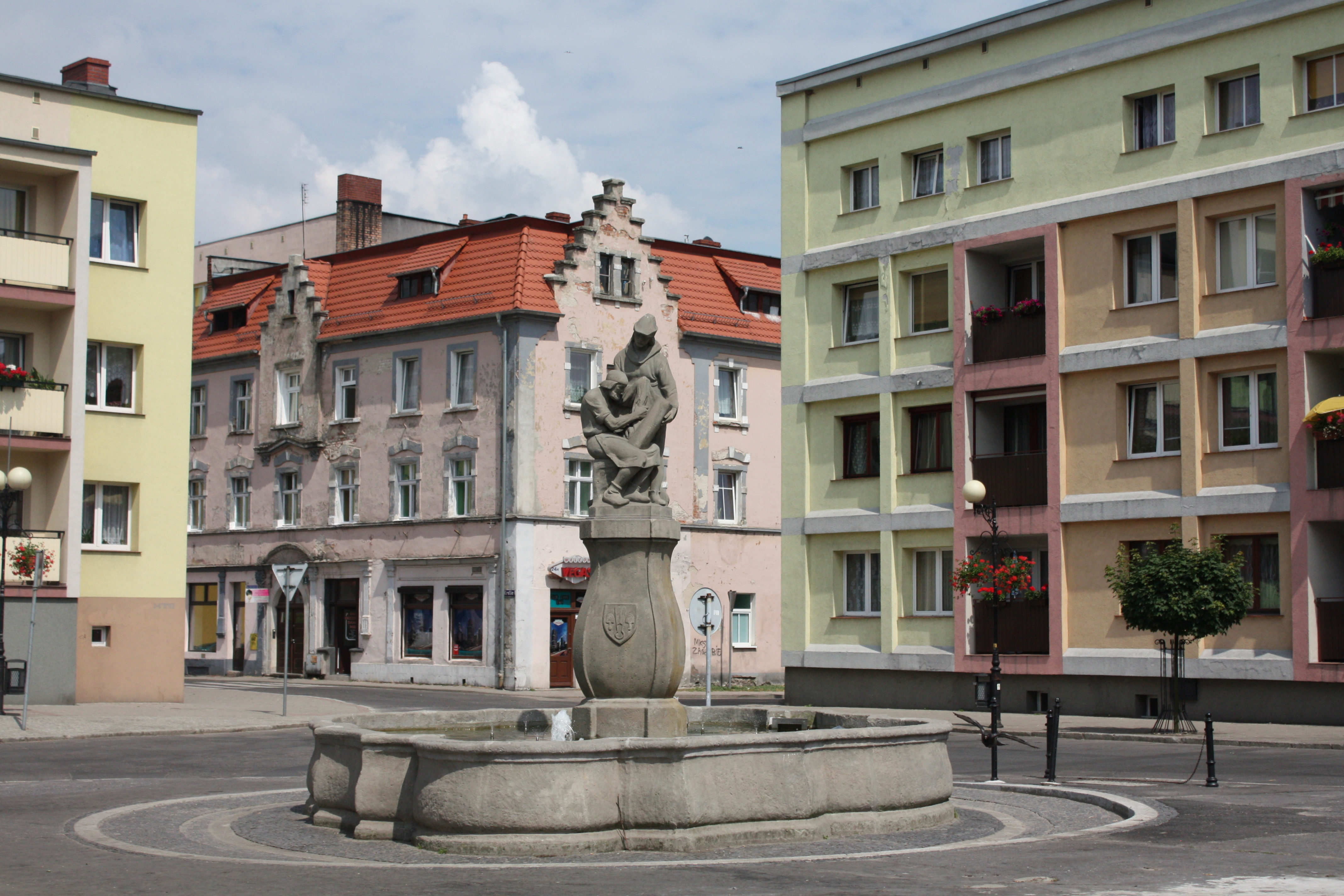
Fontanna Sukienników na Dolnym Rynku i dawna łaźnia w tle

Budynek narożnej, dwupiętrowej, ceglanej kamienicy na planie kwadratu przykryto mansardowym dachem z ceramicznym pokryciem, schodkowymi szczytami i facjatkami. Na elewacji znajdują się kanelowane pilastry w parterze fasady. Okna obramowano opaskami okiennymi, a drzwiowymi portal wejściowy od strony ulicy Krótkiej. W 2021 roku kamienica przeszła gruntowną renowację. Jedynym związkiem obiektu z dawną funkcją jest znajdujące się w budynku biuro obsługi klienta Przedsiębiorstwa Wodociągów i Kanalizacji w Bolesławcu.